# Jarden
Jarden est un ancien producteur américain de biens de consommation qui détient un portefeuille de plus de cent marques vendues dans le monde entier. En 2013, Jarden se positionnait à la 383e place du classement Fortune 500 des plus grosses entreprises américaines. Coté au New York Stock Exchange, Jarden avait au 29 mars 2013 une capitalisation boursière de plus de 5 milliards de dollars. Jarden emploie plus de 30 000 employés dans le monde.

## Histoire
En janvier 2005, Jarden acquiert American Household Inc, et sa filiale The Coleman Company, qui possède entre autres Campingaz.
En avril 2007, Jarden acquiert pour 765 millions de dollars K2, un équipementier de matériel de ski et de sports, qui fabrique notamment les gants de baseball de marque Rawlings.
En avril 2010, Jarden acquiert pour 335 millions d'euros Mapa-Spontex, entreprise française spécialisée dans les éponges, les gants de cuisine de bricolage et jardinage, les objets de puériculture, vendue par Total.
En septembre 2013, Jarden acquiert pour 1,75 milliard de dollars Yankee Candle, entreprise américaine spécialisée dans les bougies parfumées,.
En juillet 2015, Jarden acquiert pour 1,35 milliard de dollars Waddington Group, spécialisé dans la vaisselle jetable,,. En octobre 2015, Jarden acquiert pour 1,5 milliard de dollars Jostens, une entreprise américaine présent dans les équipements de cuisines et les meubles d'extérieurs.
En décembre 2015, Newell Rubbermaid acquiert Jarden pour 15 milliards de dollars, le nouvel ensemble serait contrôlé à 55 % par les actionnaires de Newell Rubbermaid.
Il cesse d'exister et la maison-mère devient Newell Brands en 2016.